# Patrick Patterson
Patrick Davell Patterson (ur. 14 marca 1989 w Waszyngtonie) – amerykański koszykarz występujący na pozycji silnego skrzydłowego.
W 2007 wystąpił w meczu wschodzących gwiazd - Nike Hoop Summit oraz McDonald’s All-American.
10 lipca 2017 został zawodnikiem Oklahomy City Thunder.
15 sierpnia 2019 dołączył do Los Angeles Clippers. 9 września 2021 podpisał umowę na okres obozu przygotowawczego z Portland Trail Blazers. 16 października 2021 został zwolniony.

## Osiągnięcia
Stan na 19 października 2021, na podstawie, o ile nie zaznaczono inaczej.
NCAA
- Uczestnik rozgrywek:
  - Elite Eight turnieju NCAA (2010)
  - turnieju NCAA (2008, 2010)
- Mistrz:
  - turnieju konferencji Southeastern (SEC – 2010)
  - sezonu zasadniczego SEC (2010)
- Debiutant roku konferencji SEC (2008)[8]
- Zaliczony do:
  - I składu:
    - SEC (2009, 2010)
    - defensywnego SEC (2010)
    - najlepszych pierwszorocznych zawodników SEC (2008)

  - II składu SEC (2008)